# ハード・バップ
ハード・バップ（Hard bop）は、モダン・ジャズの一種。ニューヨークなどのアメリカ東海岸で、1950年代に始まり1960年代まで続いた演奏スタイルである。アフロアメリカンのジャズサウンド・スタイルの一つ。のちにこのスタイルを刷新しようとしたジャズマンたちが、ソウル・ジャズ、フリー・ジャズなどを生み出していった。

## 歴史
「ビバップの発展過程での揺り戻し」「クール・ジャズやウエストコースト・ジャズ」にみられる、白人によるソフトなサウンドを嫌った黒人ジャズメンが創造した」「黒人のブルースフィーリングを熱く押し出したもの」と様々な形容がなされている。ジョン・コルトレーン 、ホレス・シルヴァー 、アート・ブレイキー、マックス・ローチ ら主要な黒人ジャズメンは、このジャンルに含まれる。
1950年代後半、モダン・ジャズ・カルテット、アート・ブレイキー、マイルス・デイヴィスのグループらによって確立された(ジャズ評論家行方均によれば、アート・ブレイキー『バードランドの夜』〈1954年〉をハードバップの誕生アルバムとしている)。ハードバップの特徴は、ビバップのように、コード進行に乗せた、あるいはコード分解によるアドリブといった基本は一緒だが、それよりも特にソロのアドリブ演奏で、ホットでハードドライビングしながらも、メロディアスに洗練された演奏スタイルにあるといわれる。しかし、よりフレーズが重要視されるため、メロディーとして成立しない音を音階から外さざるをえず、同じコードを使用しても、使えない音が出てくることが多い。そのためビバップよりも、融通性のないメロディーやフレーズになりやすいという側面を持つ。
1950年代中頃、「ビバップ」は激化したアドリブ演奏によって、より難解で本能的な音楽と化していた。それに加え、1955年のチャーリー・パーカーの死も重なり、一般大衆ファンはビバップから徐々に離れはじめていた。その中でハードバップは、メロディアスで聴きやすいと同時に、演奏者の個性や情熱を表現することができ、大衆性と芸術性の共存を可能にした。これはジャズにおける一種の到達点となり、ブルーノート・レコード(1500番台、4000番台)を筆頭に数多くのアルバムが作られた。一般大衆から愛好家まで、多くのファンから支持を集め、1960年代半ばまでのジャズ黄金期を支えた。
また、ハード・バップの一部は、アフロ・キューバン、ラテン音楽の要素、とりわけルンバやマンボ等を取り入れて、ラテン・ジャズへと発展していった。特にハード・バップで演奏されるものはアフロ・キューバン・ジャズといわれることが多い。

## 代表的なアーティスト
- マイルス・デイヴィス (1926年-1991年)
- ジョン・コルトレーン
- ホレス・シルヴァー
- マックス・ローチ (1924年-2007年)
- アート・ブレイキー (1919年-1990年)
- チャールズ・ミンガス
- ジョン・ルイス (1920年-2001年)
- クリフォード・ブラウン (1930年-1956年)
- リー・モーガン (1938年-1972年)
- ソニー・ロリンズ (1929年-)
- ジョニー・グリフィン (1928年-2008年)
- エルヴィン・ジョーンズ (1927年-2004年)
- ポール・チェンバース (1935年-1969年)
- トミー・フラナガン (1930年-2001年)